# Lysmata debelius
Lysmata debelius Bruce, 1983 è un crostaceo d'acqua marina appartenente alla famiglia Hippolytidae.

## Distribuzione e habitat
Questo piccolo Lysmata è presente nel Mar dei Caraibi, nell'Oceano Indiano e nell'Oceano Pacifico.
Abita principalmente le barriere coralline, preferendo temperature comprese tra i 24° e i 27°, ed una densità che oscilla tra 1022 e 1024.

## Descrizione
Il corpo è robusto, di color rosso fuoco con alcune macchie bianche simili ad ocelli. Nella parte anteriore è dotato di tre coppie di antenne bianche e lunghe, elastiche ed estremamente sensibili. La coda è a ventaglio, abbastanza ampia. Raggiunge una dimensione massima di 5 centimetri.

## Comportamento
A differenza di altri gamberetti pulitori, Lysmata debelius predilige la vita di coppia, e nel periodo della riproduzione gli esemplari maschi, molto focosi, inseguono continuamente le femmine risultando a volte pericolosi sino al punto di ucciderle.

## Alimentazione
L. debelius è un animale onnivoro, si nutre di tutto ciò che trova sul fondo o negli interstizi delle madrepore. Il suo alimento principale consiste nei piccoli parassiti che infestano la pelle, le branchie ed i denti dei pesci, ma al contrario di L. amboinensis è molto timido e pauroso, ed è assai raro vederlo di giorno intento a tale occupazione.

## Acquariofilia
Questo crostaceo è pescato unicamente per la sua alta richiesta nel campo dell'acquariofilia. In cattività è un animale dall'allevamento medio-semplice, non ha particolari esigenze per quanto riguarda i valori chimici dell'acqua ed è perfetto per acquari marini o di barriera. Spesso è acquistato come rimedio naturale contro alcuni parassiti che infestano la pelle dei pesci, di cui il gamberetto si nutre.